# الحیشه
ال هیشاه یک منطقهٔ مسکونی در لیبی است که در استان مصراته واقع شده‌است.

## خصوصیات
ال هیشاه ۵ متر بالاتر از سطح دریا واقع شده‌است.